# Audi TT
Az Audi TT az Audi Hungaria Motor Zrt. által, Győrben készített sportautó. 2023 november 8-áig a harmadik generációját gyártották, és 2+2 személyes kupé, és 2 személyes kabrió kivitelben lehetett megvásárolni.

## Eredete
Az Audi TT fejlesztése 1994 szeptemberében a kaliforniai Audi Design Centerben kezdődött meg. A TT-t első alkalommal, koncepcióautóként, az 1995-ös frankfurti Motor Show-n mutatták be. A belső tér tervezéséért J Mays, Freeman Thomas, és Martin Smith kapott díjat. A korábban még nem használt lézeres illesztés, ami a csavarok nélküli összeszerelést teszi lehetővé, az Audi TT első generációján kezdték el alkalmazni, aminek bevezetése késleltette az első generáció bevezetését.

## Elnevezés
A TT a man-szigeteki TT motorversenyen rendszeresen sikerrel szereplő NSU miatt kapta a nevét. Az NSU 1911-ben kezdte a TT versenyeken való részvételt, majd később egyesült azzal a céggel, ami jelenleg az Audi nevet viseli. Az Audi TT így az NSU által a versenysportban elkezdett elnevezést (NSU 1100TT, 1200TT, és TTS) menti át az 1960-as évekből.

## Első generáció
Az autót 1998 szeptemberében mutatták be kupé karosszériával, majd 1999 augusztusában a kabrió kivitelt is bemutatták. A modell a Volkswagen csoport A4-es padlólemezén alapul, ugyanúgy, ahogy a VW Golf IV, vagy a Skoda Octavia I. A stílusa kicsit változott a koncepcióautó óta, az újratervezett lökhárítók, és a hátsó oldalablakok újratervezésével.
A TT elöl, keresztben elhelyezett motort alkalmaz, első-, vagy összkerékhajtással. Először 1,8 l-es, turbófeltöltéses, sorban elhelyezett, négyhengeres, 20 szelepes motorral kínálták 180 vagy 225 lóerős kivitelben. Az egyetlen különbség a két kivitel között, hogy a nagyobb teljesítményű nagyobb turbófeltöltővel és töltőlevegő-hűtővel (intercoolerrel) van ellátva, továbbá kovácsolt hajtókarral rendelkezik.
A nagysebességű balesetek jelentős száma miatt az Audi 1999-ben és 2000 elején visszahívási programot hirdetett meg a kanyarstabilitás érdekében, és menetstabilizáló rendszerrel, hátsó spoilerrel és módosított felfüggesztési beállítással látta el a TT-ket.
2003-ban a négyhengeres motorok mellé érkezett a 3,2 literes, 250 lóerős VR6-os motor, összkerékhajtással. 2004-től kapható DSG (dupla kuplungos) sebességváltóval, aminek hatására javult a gyorsulás, a csökkentett váltási időnek köszönhetően.

## Második generáció

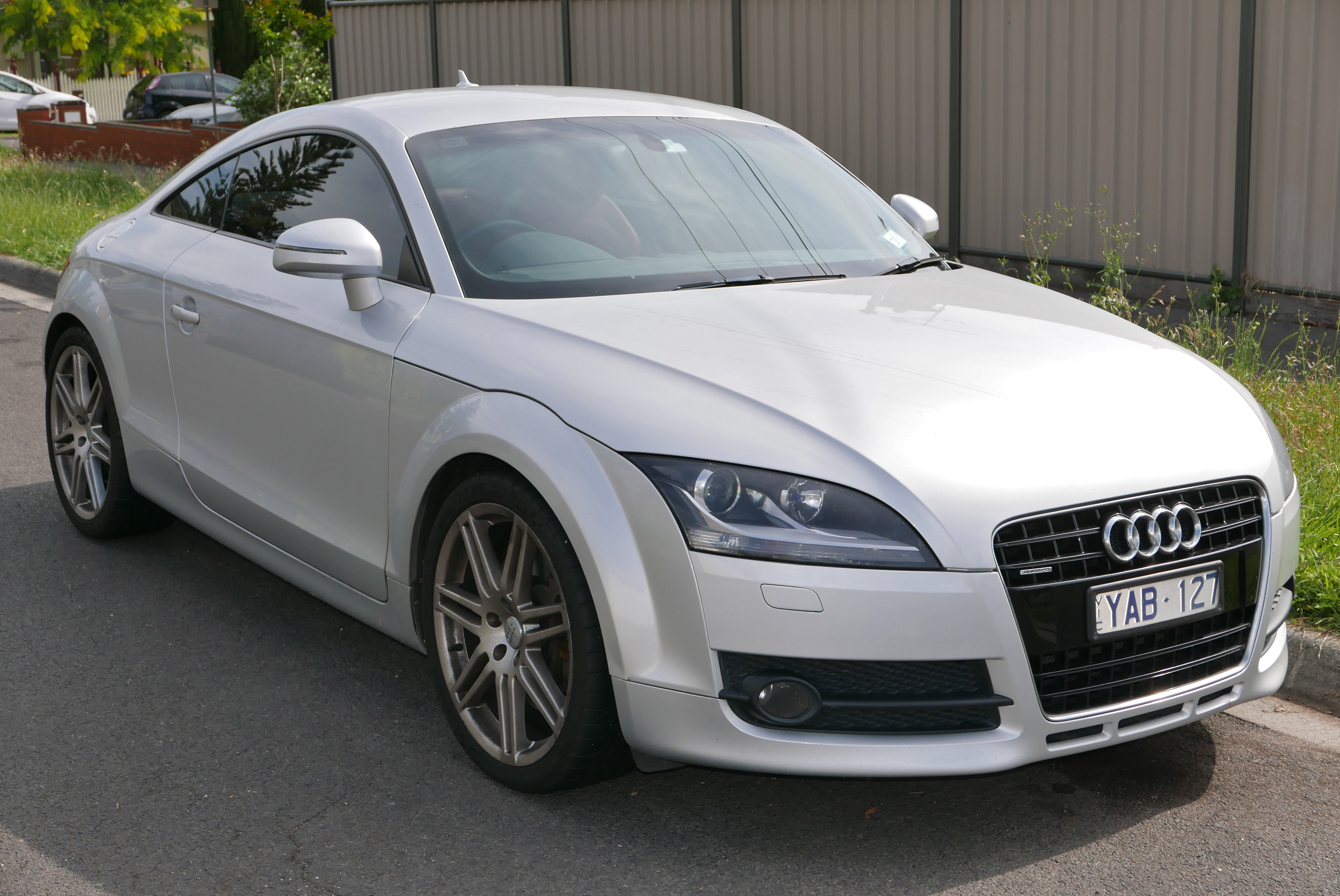
Audi TT második generáció

Az Audi 2005-ben a Tokyo Motorshow-n mutatta be az Audi Shooting Brake tanulmányautót, amely a második generációs Audi TT előfutára volt.
Az Audi 2006. április 6-án jelentette meg a második generációs TT-t, aminek a tervezési kódja a Typ 8J. A vázszerkezet eleje alumíniumból készült, a hátulja acélból, annak érdekében, hogy közel egyenletes legyen a súlyeloszlás. Az autó mind első-, mind összkerékhajtással elérhető. Először két motorvariáció volt választható, a 3,2 literes VR6-os 250 lóerővel, vagy a 2 literes 200 lóerős közvetlen befecskendezésű turbófeltöltéses változat. Ez utóbbi eleinte TFSI-ként, később TSI néven ismert, alapjai a Le Mans-ban győztes R8 versenyautóból származnak. Alacsonyabb fogyasztás és nagyobb teljesítmény érhető el vele, mint a hagyományos szívócső-befecskendezéssel. Alapfelszereltségként 6 fokozatú kézi sebességváltóval rendelhető, a DSG váltó opció, a quattro négykerékhajtás alapfelszereltség a 3,2 literes motorhoz, míg a 2 literes motorhoz opcionálisan vásárolható.

## Nagyteljesítményű modellek
2005-ben az Audi kiadta a limitált számú Clubsport (Európán kívül TT quattro Sport elnevezéssel) modellt. Megnövelt teljesítménnyel árulták, 1,8 literes motorja 240 lóerőt teljesített, és tömegét 49 kg-mal 1416 kg-ra csökkentették. Ezt a tömegcsökkentést a pótkerék és a hátsó ülések eltávolításával érték el. Kétszínű fényezésekkel volt megvásárolható (Avus Silver, Phantom Black, Mauritius Blue vagy Misano Red elnevezésekkel).
2008-ban Detroitban az Észak-Amerikai autókiállításon mutatta be az Audi a TTS modelljét, 2 literes, 272 lóerős TFSI motorral, átalakított futóművel, nagyobb teljesítményű fékekkel. A TTS-t quattro összkerékhajtással árulják, és hatsebességes kéziváltóval, vagy hatsebességes DSG váltóval lehet rendelni.
2009 februárjában az Audi sajtóközleményben jelentette meg a legnagyobb teljesítményű, TT RS modell képeit. A sajtóközlemény szerint a bemutatóra márciusban, a Genfi Autószalonon kerül sor. A modell megnövelt méretű légbeömlői segítik a nagy teljesítményű motor levegőellátását, és a fékek hatékony hűtését. Az autót 2,5 literes, közvetlen befecskendezésű, öthengeres turbómotor hajtja, 340 lóerővel és 450 Nm-es forgatónyomatékkal. A TT-RS 2009 második negyedévétől megvásárolható.
2012 februárjában jelentették meg a második generáció eddigi legerősebb változatát TT RS plus néven. Az öthengeres, 2,5 literes turbómotor teljesítményét 360 lóerőre, nyomatékát 465 Nm-re sikerült emelni, az autó így a hétfokozatú DSG-váltóval, rajtelektronikával akár 4,1 másodperc alatt is képes álló helyzetből 100 km/h-ra gyorsulni, a végsebessége pedig 280 km/h.

## Harmadik generáció

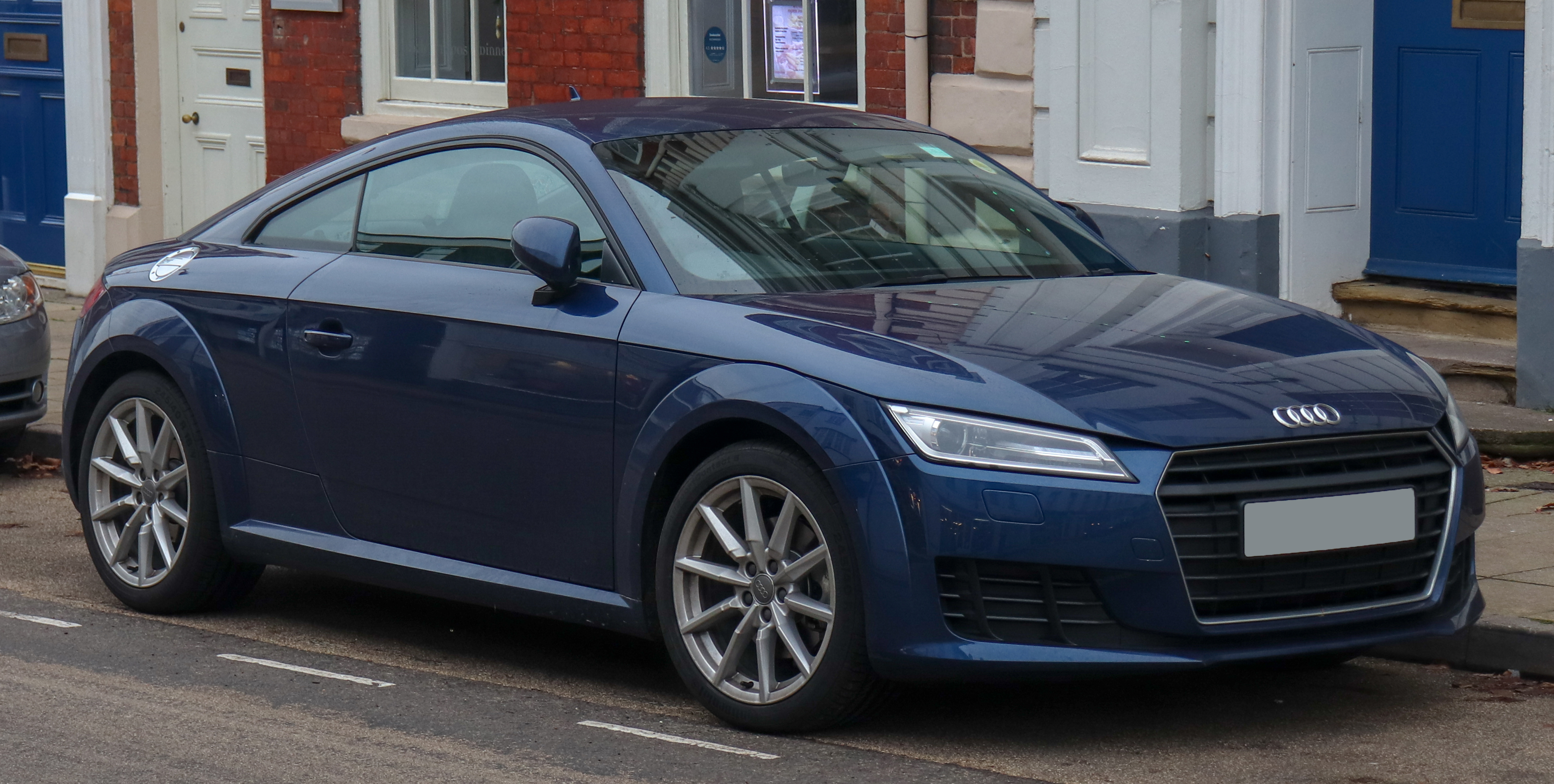
Audi TT harmadik generáció

A harmadik generáció az Audi Allroad Shooting Brake koncepcióautón alapult, melyet a 2014-es Detroit Motor Show-n mutattak be. A szériamodell ugyanezen évben, a Genovai Motor Show-n debütált, ez a generáció van jelenleg is gyártásban.2023-ban befejeződött végleg a TT sorozatgyártása.